# St. Blasii (Quedlinburg)

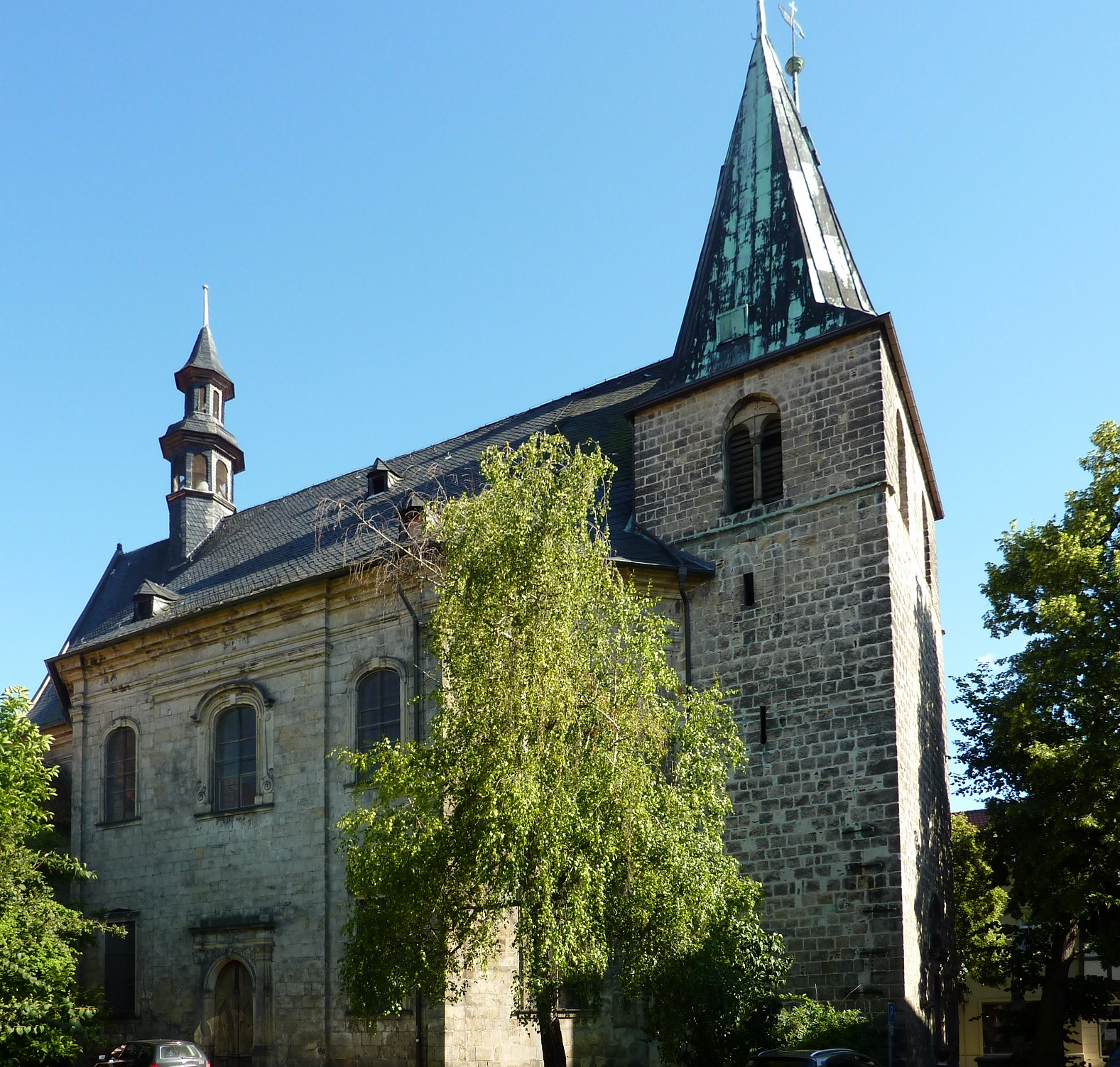
Blasiikirche im Jahr 2012

St. Blasii ist ein Kirchengebäude in Quedlinburg.

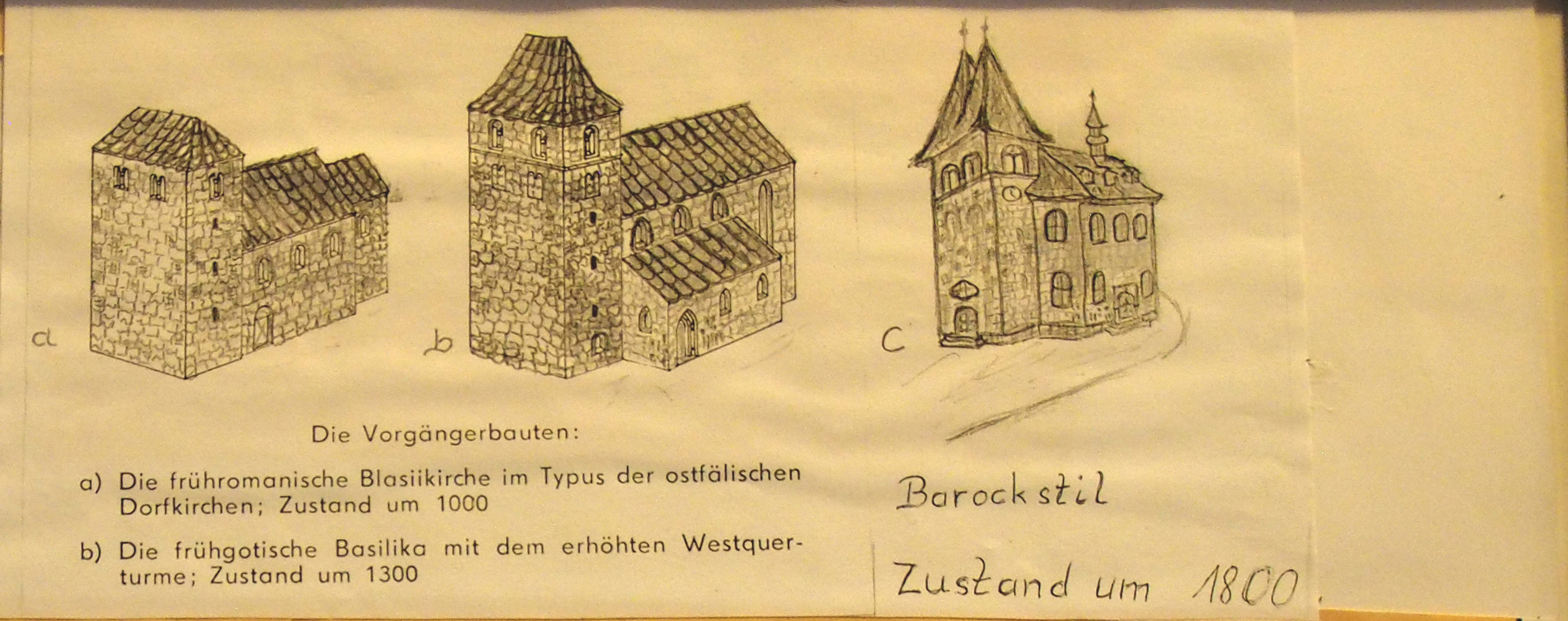
Vorgängerbauten:
(um 1000) ... (um 1300) ... (um 1800)

## Geschichte
Die erste Erwähnung von St. Blasii lässt sich in einer Urkunde von 1222 nachweisen. Ein Vorgängerbau stammt wahrscheinlich aus dem 10. Jahrhundert, Reste davon befinden sich im heutigen Turm. Diese älteste Kirche wurde 1267 durch einen prächtigen Bau ersetzt, der bis 1711 stand. In diesem Jahr begann ein Umbau der Kirche – mit Ausnahme des Turms – im Stil des Barocks, der 1715 vollendet wurde. Das Mittelfeld des 1720–23 ausgestalteten Innenraum trägt das gemalte Wappen des Reichsstifts Quedlinburg, der Altar das geschnitzte Wappen der Äbtissin Marie Elisabeth von Schleswig-Holstein-Gottorf. Bemerkenswert im heute wenig dekorierten Innenraum sind der Kanzelaltar auf der zweigeschossigen Hufeisenempore und das alte Kirchengestühl. Die Kirche ist im Quedlinburger Denkmalverzeichnis eingetragen.
Im Jahr 1702 baute der Quedlinburger Zimmermeister Gabriel Rühle für den Nordturm den Glockenstuhl, in dessen Rähm die Inschrift GABRIEL RUHLE ZIMMERMAN 1702 geschnitzt ist.

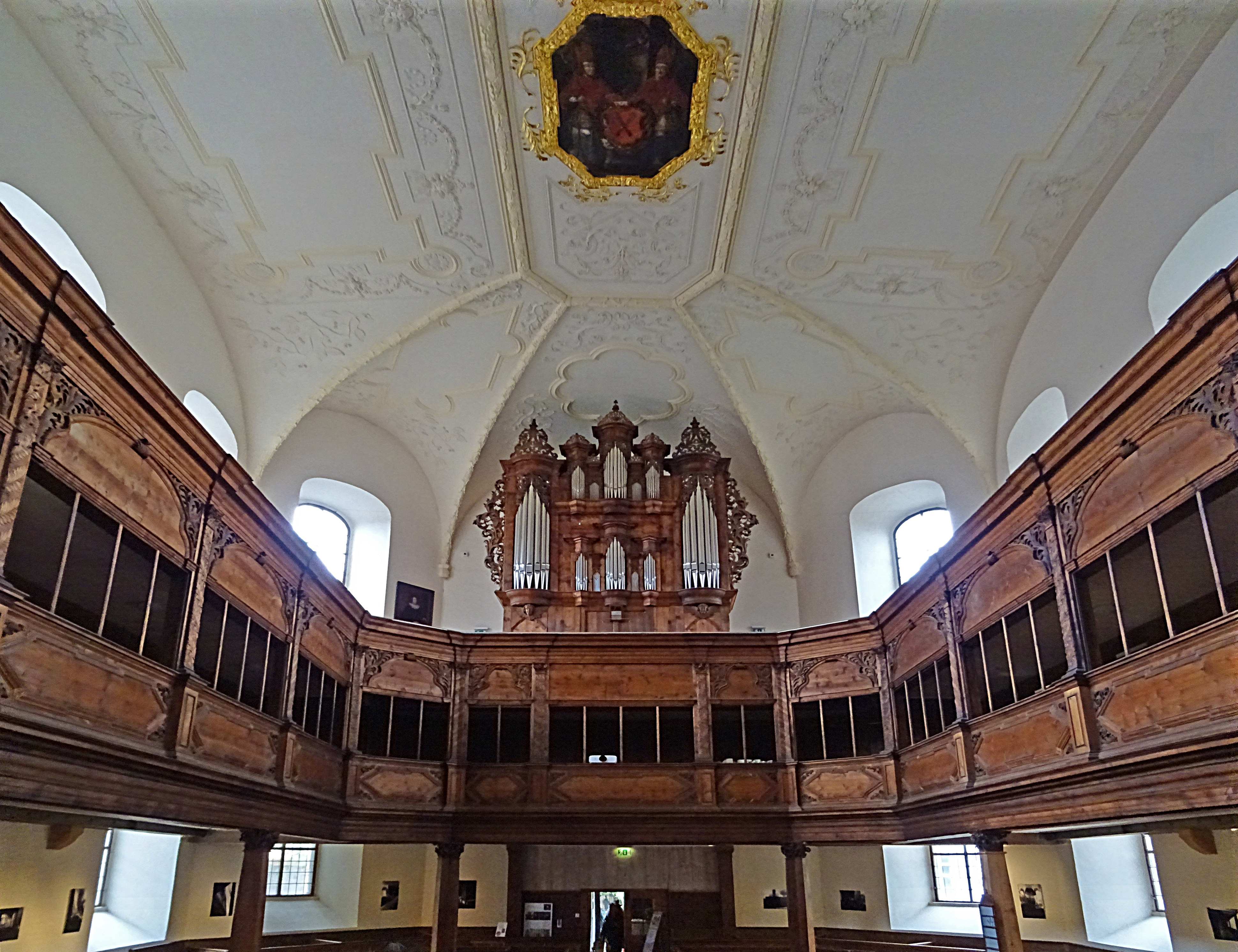
St. Blasii, Innenraum

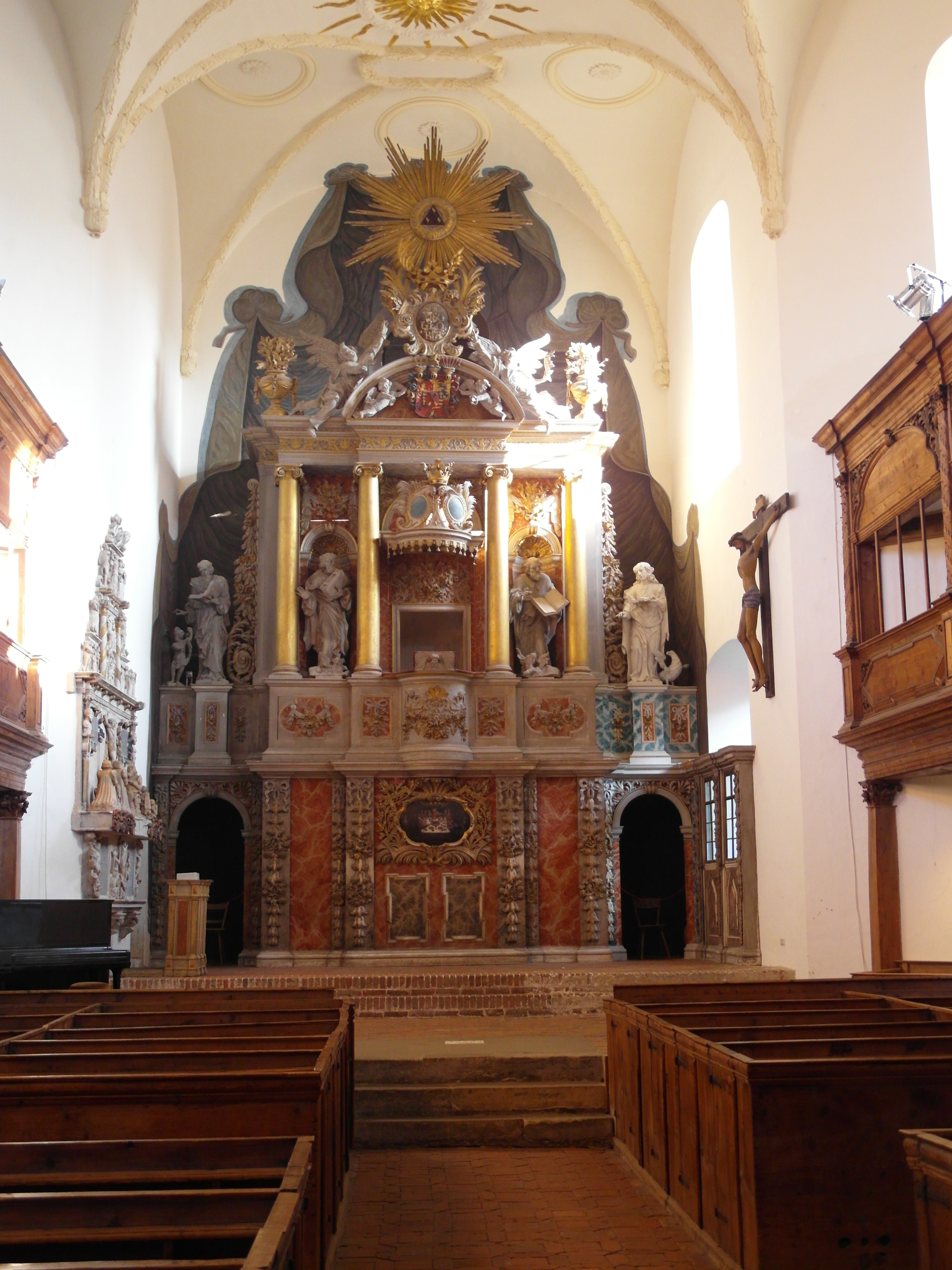
St. Blasii, Kanzelaltar

An dieser Kirche predigte ab 1762 Johann August Ephraim Goeze. Er war ein Bruder des Theologen Johann Melchior Goeze, eines Gegners Lessings. Das Mausoleum der Familie Goeze befindet sich auf dem Marktkirchhof, gegenüber der St.-Benedikti-Kirche.
1841 bis 1843 wurde als Ersatz für den aufgegebenen innerstädtischen Friedhof der Kirche vor den Stadttoren der Blasii-Friedhof angelegt. 1911 wurde westlich der Kirche ein neues Pfarrhaus errichtet.
Die Kirche wurde in den 1990er Jahren mit Unterstützung der Deutschen Stiftung Denkmalschutz umfassend restauriert, nachdem sie seit 1952 nicht mehr genutzt worden war und sich die Bausubstanz seitdem erheblich verschlechtert hatte. Nach der Instandsetzung wird die Kirche hauptsächlich als Kulturort für Buchlesungen und Konzerte genutzt.
Der Kircheneingang zur Blasiistraße besitzt eine historische Besonderheit: Rechts und links des Portals befindet sich ein umfangreiches Vorkommen von Wetzrillen und Näpfchen, da dem hier gewonnenen Steinstaub im Volksglauben des Mittelalters eine heilende bzw. segnende Wirkung nachgesagt wurde.

## Orgel

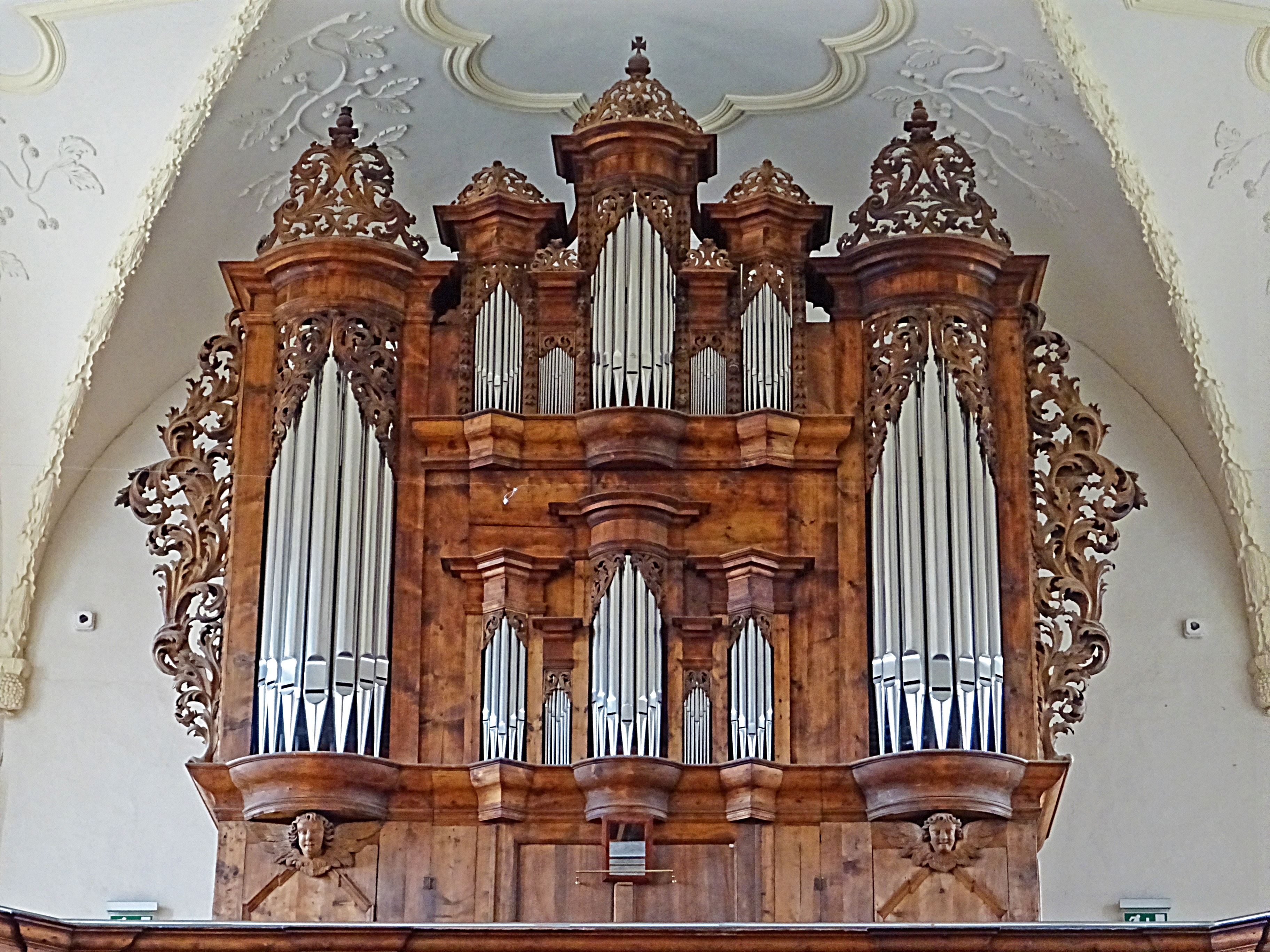
Röver-Orgel

Die Orgel wurde 1905 von Ernst Röver (Quedlinburg) erbaut. Das romantisch disponierte Instrument ist bis auf den Prospekt vollständig erhalten. Es hat 30 Register (pneumatische Kastenladen) auf zwei Manualen und Pedal. Im Zuge der Renovierung von St. Blasii wurde das Instrument umfassend saniert, wobei auch die Prospektpfeifen nach den originalen Mensuren rekonstruiert wurden.
| I Hauptwerk C–f3 |                |     |
| 1.               | Principal      | 16′ |
| 2.               | Bordun         | 16′ |
| 3.               | Principal      | 08′ |
| 4.               | Gambe          | 08′ |
| 5.               | Hohlflöte      | 08′ |
| 6.               | Gemshorn       | 08′ |
| 7.               | Gedackt        | 08′ |
| 8.               | Octave         | 04′ |
| 9.               | Traversflöte 0 | 04′ |
| 10.              | Mixtur IV      |     |
| 11.              | Trompete       | 08′ |

| II Brustwerk C–f3 |                   |     |
| 12.               | Gedackt           | 16′ |
| 13.               | Geigenprincipal 0 | 08′ |
| 14.               | Salicional        | 08′ |
| 15.               | Offenflöte        | 08′ |
| 16.               | Zartgedackt       | 08′ |
| 17.               | Aeoline           | 08′ |
| 18.               | Voix celeste      | 08′ |
| 19.               | Viola             | 04′ |
| 20.               | Flöte             | 04′ |
| 21.               | Piccolo           | 02′ |
| 22.               | Clarinette        | 08′ |

| Pedalwerk C–d1 |            |     |
| 23.            | Offenbaß 0 | 16′ |
| 24.            | Subbaß     | 16′ |
| 25.            | Violon     | 16′ |
| 26.            | Octavbaß   | 08′ |
| 27.            | Cello      | 08′ |
| 28.            | Flötebaß   | 08′ |
| 29.            | Octave     | 04′ |
| 30.            | Posaune    | 16′ |

- Koppeln: Manual- und Manualoctavcoppel, I/P, II/P
- Spielhilfen: Feste Kombinationen (p, mf, f, Tutti), Auslöser, Calcant

## Prediger bzw. Pfarrer
- –1540: Johann Sturk
- 1540–1569: Johann Winnigstedt
- 1569–1573: Bruno Quinos
- 1573–1598: Georg Scholle
- 1599–1601: Johann Fügespan
- 1601–1611: Johann Weidling
- 1613–1624: Martin Wolff
- 1624–1636: Johann Halensleben
- 1636–1659: Wolfgang Lattermann
- 1659–1660: Carl Christian Oeding
- 1660–1665: Johann Ludwig Roelius
- 1665–1696: Heinrich Carstenius
- 1697–1705: Johann Conrad Schneider
- 1705–1714: Melchior Christian Stüven
- 1715–1719: Joachim Quenstedt
- 1719–1723: Justus Jacobus Schulze
- 1723–1760: Georg Christoph Vopelius
- 1761–1787: Johann August Ephraim Goetze
- 1787–1788: Johann Dieter Eggert
- 1788–1801: Heinrich Matthias August Cramer
- 1802–1825: Johann Heinrich Friedrich Meinecke
- 1825–1849: Johann Friedrich Huch (1818?)
- 1850–1882: Gustav Mager
- 1882–1909: Oskar Donath
- 1910–1931: Ernst Georg

1933 vereinigt als Zweite Pfarrstelle St. Blasii-Benedikti
- 1934–1946: Friedrich Sack
- 1946–1962: Hans-Georg Fiedler
- 1964–1965: Ingrid Schwarz
- 1965–1972: Christiane Preidt
- 1972–1998: Arthur Wolf